# ديرفيلد (نيوهامشير)
ديرفيلد (بالإنجليزية: Deerfield, New Hampshire)‏ هي بلدة أمريكية تقع في الولايات المتحدة في Rockingham County. يقدر عدد سكانها بـ 4,280 نسمة ومساحتها 135.4 كم2 وترتفع عن سطح البحر 157 متر.

## أعلام
- إبراهام بريسكوت
- ديفيد جيمس
- جون سيمبسون
- بنجامين باتلر
- لورينزو د. هارفي